# عزلة النظير (صعدة)

تعديل مصدري - تعديل

مدينة النظير هي إحدى مدن مديرية رازح في محافظة صعدة اليمنية ويبلغ تعداد سكانها 11647 نسمة حسب التعداد السكاني في اليمن لعام 2004 .